# ナツラブ
「ナツラブ」（なつらぶ）は、日本の音楽ユニットJulietの楽曲である。彼女らのデビュー・シングルとして2009年8月5日に発売された。

## 収録曲
1. ナツラブ
  - 作詞：Maiko／作曲・編曲：UTA
  - オゾンネットワーク「SBY」テーマ・ソング
2. myダーリン  
  - 作詞：Maiko／作曲：Mitz／編曲：DJ Meltdown

## カバー
ナツラブ
- 胡桃沢梅（平野綾） - 2011年3月23日発売のアルバム『君に届け Secret Party〜北幌高校学校祭アナザーサイド〜』にてカバー。